# سوزي أوينز
سوزي أوينز (بالإنجليزية: Susie Owens)‏ هي بلاي ميت وممثلة أمريكية، ولدت في 28 مايو 1956 في أركنساس سيتي في الولايات المتحدة.

## وصلات خارجية
- سوزي أوينز على موقع IMDb (الإنجليزية)